# Maksymilianów (województwo wielkopolskie)
Maksymilianów – osada w Polsce położona w województwie wielkopolskim, w powiecie gostyńskim, w gminie Borek Wielkopolski.
Maksymilianów to najmniejsze sołectwo w gminie, jednocześnie będące najmłodszą wsią. Jej początki sięgają przełomu XIX i XX wieku, kiedy to polscy chłopi nabyli ziemię od Maksymiliana Mycielskiego. Aż do lat 80. XX wieku wieś była częścią sołectwa Głoginin. Obszar ten skupia 8 gospodarstw, które razem zamieszkuje około 40 mieszkańców. Położenie Maksymilianowa obejmuje obie strony drogi prowadzącej z Borka do Koźmina. Miejscowość sąsiaduje z Borzęciczkami, które znajdują się w gminie Koźmin. W latach 1975–1998 miejscowość administracyjnie należała do województwa leszczyńskiego.